# دون كلوز
دون كلوز (بالإنجليزية: Don Close)‏ هو لاعب دوري الرغبي بريطاني، ولد في عقد 1930.